# Sirop
Sirop è una circoscrizione rurale (rural ward) della Tanzania situata nel distretto di Hanang, regione del Manyara. Conta una popolazione di 5 563 abitanti (censimento 2012).